# Kings Clipstone
Kings Clipstone – osada i civil parish w Anglii, w hrabstwie Nottinghamshire, w dystrykcie Newark and Sherwood. Leży 8 km od miasta Mansfield. W 2011 roku civil parish liczyła 318 mieszkańców.